# SC Fortuna Köln

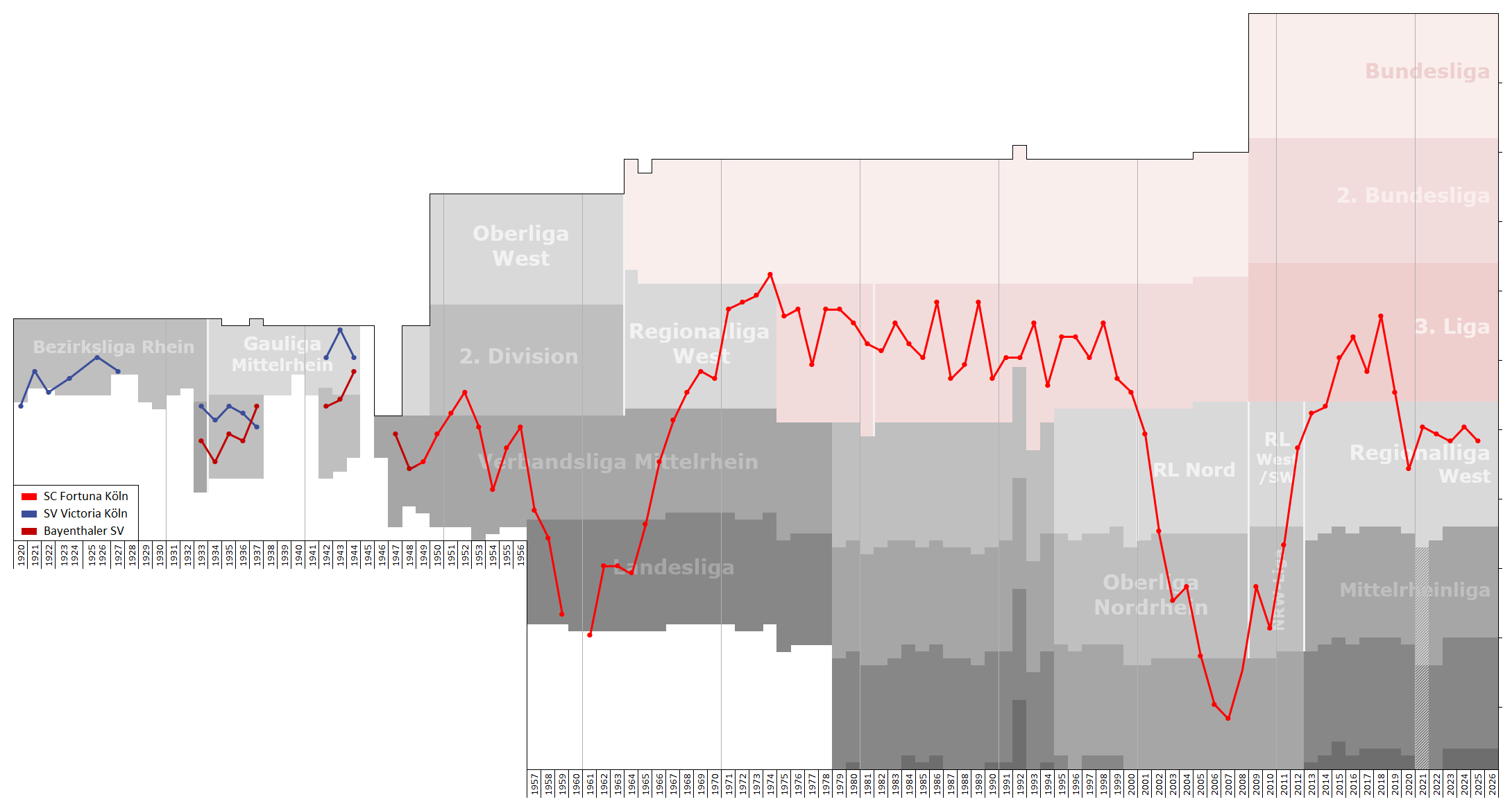
Entwicklung Fortuna Köln bis 2018

Der Sport-Club Fortuna Köln e. V. ist ein Fußball- und Handballverein. Der Fußballverein ist nach dem 1. FC Köln der erfolgreichste der Rheinmetropole. Nach einer einzigen Saison in der Fußball-Bundesliga 1973/74 war er 26 Jahre lang Zweitligist. Nach fünf Jahren in der 3. Liga stieg die Fortuna in der Saison 2018/19 ab und spielt seitdem in der Regionalliga West.

## Geschichte

### Gründung und Aufstieg in die Bundesliga (1948–1974)
Der SC Fortuna Köln wurde am 21. Februar 1948 durch Fusion der Vereine Bayenthaler SV, Sparkassen-Verein 1927 Köln und SV Victoria Köln gegründet. Alle drei Vereine waren vor dem Zweiten Weltkrieg nicht allzu erfolgreich. Lediglich der SV Victoria 1911 kam 1943 ins Achtelfinale der deutschen Meisterschaft. 1976 erfolgte noch die Eingliederung des FC Alter Markt Köln.
Die Gründung des SC Fortuna Köln acht Tage nach der des 1. FC Köln war ein weiterer Versuch, aus mehreren Stadtteilmannschaften eine erfolgreiche Gesamt-Kölner Mannschaft zu bilden. In den 1950er und 1960er Jahren gelang es dem Verein im Gegensatz zum 1. FC Köln jedoch nicht, erstklassig zu spielen. Dies änderte sich ab 1967 durch das vor allem auch finanzielle Engagement des damaligen Präsidenten Jean Löring. 1973 gelang schließlich der Aufstieg in die 1. Bundesliga. Am Ende der Saison 1973/74 war man jedoch wieder abgestiegen, und zwar in die neu gegründete 2. Bundesliga.

Eintrittskarte der Saison 1997/98

### 26 Jahre 2. Bundesliga (1974–2000)
In der 2. Bundesliga sollte der SC Fortuna Köln in den folgenden Jahrzehnten förmlich kleben bleiben. Mehrmals wurde aus einer recht aussichtsreichen Position der Aufstieg vergeben. Im Frühsommer 1986 hätte der Verein beinahe den Wiederaufstieg in die 1. Bundesliga erreicht. In der Relegation setzte sich jedoch Borussia Dortmund im Entscheidungsspiel mit 8:0 durch. Das Spiel war notwendig geworden, nachdem die vorgesehenen zwei Spiele aus Sicht der Fortuna 2:0 in Köln und 1:3 in Dortmund ausgegangen waren. Dort musste der SC Fortuna Köln erst in der letzten Minute das 1:3 hinnehmen, das zum Torgleichstand führte. Die aus Europapokalspielen bekannte Regel, nach der diejenige Mannschaft siegt, die mehr Tore auf dem gegnerischen Platz erzielt hat („Auswärtstorregel“), galt für Relegationsspiele damals noch nicht.
Andererseits konnte der SC Fortuna Köln aus teilweise hoffnungsloser Lage noch die Klasse halten. So war der Verein am Ende der Saison der deutschen Wiedervereinigung 1991/92 zwar sportlich abgestiegen, konnte aber nach dem Lizenzentzug von Blau-Weiß 90 Berlin doch noch in die Relegation einziehen und diese klar für sich entscheiden.
Der SC Fortuna fand in all den Jahren als Südstadtverein über die Stadtgrenzen hinaus nur Resonanz bei wenigen, dafür aber äußerst treuen Zuschauern. Die in der Stadt dominierende Stellung des 1. FC Köln konnte niemals ernsthaft gefährdet werden. Einige der größten Momente in der Vereinsgeschichte resultierten aber gerade aus den wenigen Lokalderbys mit dem großen Rivalen. In insgesamt nur zehn Pflichtspielen in über fünfzig Jahren gab es lediglich vier Begegnungen bei Pokalspielen und sechs in der 1. oder 2. Bundesliga. 1983 unterlag eine spielerisch und kämpferisch bessere Mannschaft des SC Fortuna Köln im DFB-Pokalfinale in Müngersdorf gegen einen schwachen 1. FC Köln mit 0:1, das Publikum feierte jedoch die unglücklichen Verlierer. In der Saison 1998/99 bot sich erneut die Chance einer Änderung der Verhältnisse, als der 1. FC Köln in die 2. Bundesliga abstieg. In beiden Lokalderbys dieser Saison wurden die Geißböcke im jeweils ausverkauften Müngersdorfer Stadion mit 4:2 und 3:0 klar besiegt. In der Endabrechnung gelang der Wachwechsel jedoch nicht: Obwohl die Fortuna nach dem letzten Hinrundenspieltag noch drei Plätze vor dem großen Stadtrivalen lag, beendete sie die Saison vier Plätze hinter ihm; der Erfolg gegen den 1. FC Köln war dabei der einzige Sieg in der gesamten Rückrunde. Dieser stieg in der Saison 1999/2000 wieder in die 1. Bundesliga auf, und die Südstädter mussten trotz eines erneuten Siegs (4:1) gegen die Geißböcke aus der 2. Bundesliga absteigen.

### Absturz und drohende Insolvenz (2000–2005)
Nach dem Abstieg zeigte sich mehr denn je, dass der Verein finanziell fast ausschließlich von seinem Vorsitzenden und Mäzen Jean Löring abhängig war. Hinzu kam, dass die Südstädter in der einzigen Erstligasaison 1973/74 finanzielles Pech hatten. Das Müngersdorfer Stadion wurde neu gebaut, deshalb fanden die Heimspiele des SC Fortuna Köln und des 1. FC Köln in der viel kleineren Radrennbahn statt, was die Einnahmen beider Vereine deutlich verringerte.

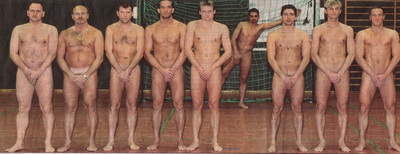
Oberligamannschaft 2003 – alle Spieler und Trainer warben mit dem Slogan „Einem nackten Mann greift man nicht in die Tasche – aber unter die Arme“ für Spenden und den Erlass von Gläubigerforderungen

26 Jahre lang war es Jean Löring gelungen, den kleinen Verein in der 2. Bundesliga zu halten. 2001 musste er jedoch Insolvenz anmelden. Er erkrankte bald darauf und starb im März 2005. Ohne ihn ging es mit dem Verein steil bergab.
2003 stand der SC Fortuna Köln vor der drohenden Insolvenz. Fans starteten einen Spendenmarathon und baten als Ideengeber den Künstler Cornel Wachter hinzu. Dessen erste Aktion zusammen mit dem Graphiker Marc Tölle war die Berufung von Schirmherren. Dies wurden der Philosoph und Fußballfan Walter Jens sowie der Olympiasieger Dieter Baumann, der passend zur Situation des Vereins selbst während seiner sportlichen Karriere hingefallen und wieder aufgestanden war. Es folgte Wachters Pressefoto mit der nackten Oberligamannschaft samt Trainer Ralf Aussem und Co-Trainer Dieter Epstein, das um die Welt ging und die Spendenbereitschaft von halb Köln wecken konnte.
Wachter ließ ungewöhnliche Aktionen folgen, um auf den angeschlagenen Verein mit der seinerzeit größten Jugendabteilung im DFB aufmerksam zu machen: Die Sammelaktion bei Prostituierten des Bordells Pascha mit dem Schauspieler Ralf Richter, dem Fan Andreas Palanci und dem Südstadtpfarrer Hans Mörtter oder – mit Unterstützung des Rennfahrers Michael Schumacher und dessen Vater Rolf – den Fortuna-Kart-Cup auf Schumachers Indoorkartbahn in Kerpen für die Mitarbeiter der hilfreichen Kölner Presse.
Der SC Fortuna Köln stürzte bis in die viertklassige Oberliga ab und musste dort im Laufe der Saison 2004/05 aus finanziellen Gründen den Spielbetrieb einstellen, nachdem die Mannschaft in der gesamten Hinrunde nur drei Punkte auf ihr Konto gebracht hatte. Der vorerst letzte Auftritt in der Oberliga, ehe sich der Verein im Januar 2005 vom Spielbetrieb zurückzog, war eine 0:5-Niederlage bei der U23-Mannschaft von Alemannia Aachen.
In einem Fax an den Westdeutschen Fußballverband teilte der Vorstand der Südstädter den sofortigen Rückzug der ersten Mannschaft vom Spielbetrieb der Oberliga Nordrhein mit. Der Spielbetrieb anderer Mannschaften wie der Jugendabteilung, der zweiten und dritten Mannschaft, der Damenmannschaft und der Handballabteilung war davon nicht betroffen. Der anfängliche Insolvenzplan fand keine Mehrheit in der Gläubigerversammlung. Erst eine große Spendenaktion und ein Benefiz-Spiel gegen den 1. FC Köln (10:0 für die Geißböcke vor 6350 Zuschauern) brachten die zunächst ausreichende Summe von 35.000 € zusammen. Der Spielbetrieb des SC Fortuna Köln einschließlich seiner Jugendabteilung – die mit 500 Spielern, 25 Mannschaften und 90 Trainern sowie Betreuern eine der größten Jugendfußballabteilungen in ganz Deutschland darstellt – war unter der Führung des Vorsitzenden Egbert Bischoff vorerst gesichert.

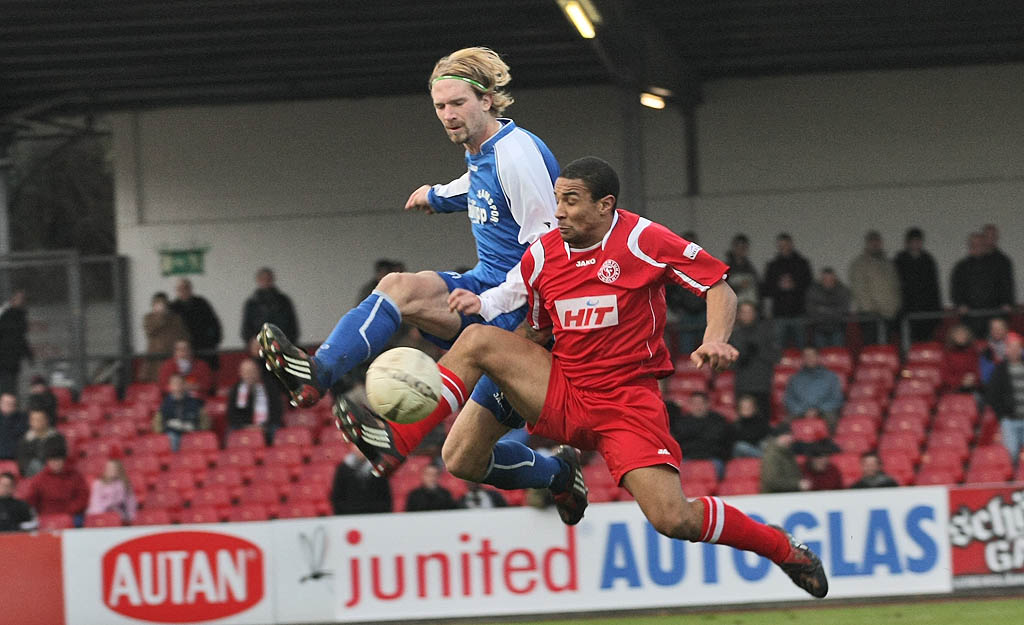
Felix Bably, NRW-Liga 2008/09 (Foto: Sebastian Flügel)

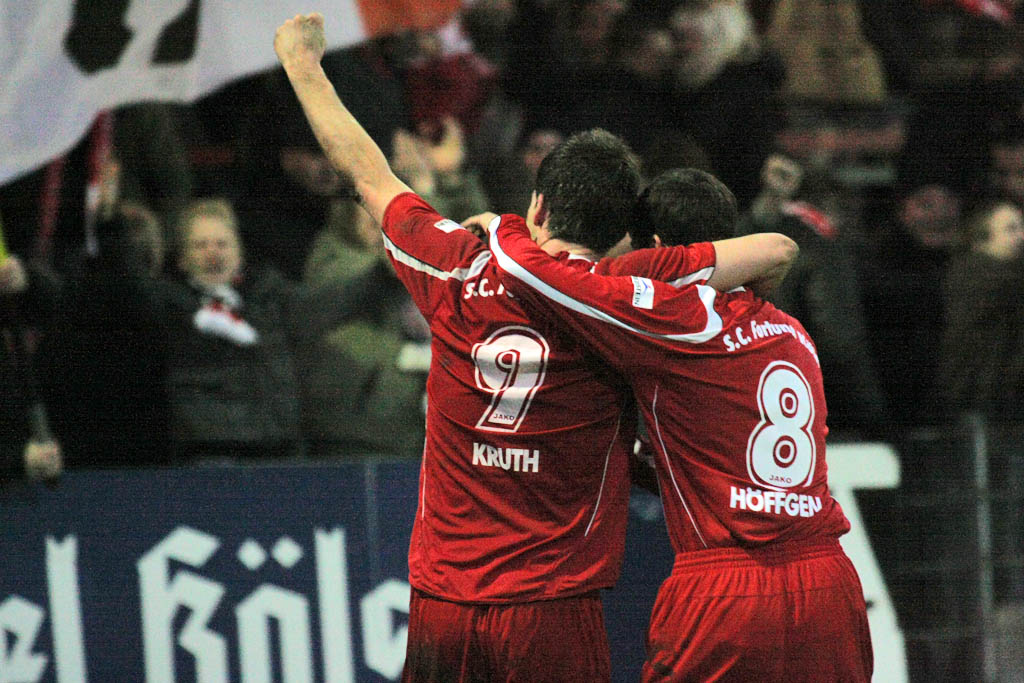
Kevin Kruth, NRW-Liga 2008/09 (Foto: Sebastian Flügel)

### Konsolidierung (2005–2014)
Seit der Saison 2005/06 spielte die erste Mannschaft in der Verbandsliga Mittelrhein und hatte mit durchschnittlich 400 verkauften Karten mehr Zuschauer als mancher Regionalligist. Mit Platz sieben am Saisonende 2005/06 konnte der freie Fall der letzten Jahre gestoppt werden. Am 16. Oktober 2006 wählte die Mitgliederversammlung Klaus Ulonska zum neuen Vorsitzenden des SC Fortuna Köln, nachdem Egbert Bischoff einige Wochen zuvor sein Amt niedergelegt hatte.
Am letzten Spieltag der Saison 2007/08 verpasste der SC gegen den VfL Leverkusen durch ein (1:1) – Unentschieden knapp die Meisterschaft in der Verbandsliga Mittelrhein. Die Südstädter hätten einen Sieg gegen Leverkusen benötigt. Ausgetragen wurde dieses Spiel aufgrund des erwartet starken Andrangs nicht in Leverkusen, sondern – auf Anraten der Polizei – im neutralen Sportpark Höhenberg, der Spielstätte von Viktoria Köln. Das Spiel fand vor der bemerkenswerten Kulisse von 7000 Zuschauern statt. Später wurde dem VfL Leverkusen wegen verspätet eingereichter Unterlagen zum Lizenzierungsverfahren durch das Sportgericht des Westdeutschen Fußball- und Leichtathletikverbandes am 10. Juli 2008 der Aufstieg verweigert. Der SC Fortuna Köln spielte daher ab der Saison 2008/09 in der neu gegründeten fünftklassigen NRW-Liga. Für den Verein war es der erste Aufstieg seit 35 Jahren.
Im Mai 2009 wurde bekannt, dass sich der SC Fortuna Köln verschuldet hatte, um die Kosten der Hinrunde 2008/09 zu decken. Die erste Saison in der neuen NRW-Liga beendete die Mannschaft nach einer durchwachsenen Rückrunde mit einem Torverhältnis von 60:55 auf dem neunten Tabellenplatz. Kevin Kruth wurde mit 21 Treffern Zweiter in der Torschützenliste. Die Saison 2009/10, für die als Ziel Platz sechs ausgegeben worden war, schloss die Mannschaft auf einem enttäuschenden 15. Tabellenplatz ab, nur die Tordifferenz trennte sie von einem Abstiegsrang. In der Saison 2010/11 wurde der Aufstieg in die Regionalliga West mit dem dritten Tabellenplatz sportlich zwar knapp verfehlt, durch den Rückzug des eigentlichen Aufsteigers Germania Windeck am 6. Juni 2011 aber dann doch glücklich erreicht. Am 15. Juni 2011 erteilte der Deutsche Fußball-Bund der Fortuna Köln Spielbetriebsgesellschaft mbH endgültig die Lizenz für die Regionalliga-Saison 2011/12. Die erste Spielzeit beendete die Mannschaft überraschend auf dem siebten Tabellenplatz – mit einem Kader, der wegen der lange herrschenden Unklarheit über den Aufstieg größtenteils für die NRW-Liga konzipiert war.
Aufsehen erregte der SC Fortuna Köln, als er die Hinrunde der Saison 2012/13 als Tabellenerster der Regionalliga West beendete und im Dezember 2012 dann die Verpflichtung des ehemaligen Fußballprofis Matthias Scherz, der seine aktive Karriere beim 1. FC Köln im Sommer 2009 eigentlich schon beendet hatte, bekanntgab. Die Chancen auf den Aufstieg in die 2008 geschaffene 3. Liga verspielten die Südstädter jedoch in der Rückrunde. Die Mannschaft beendete die Saison mit sieben Punkten Rückstand auf Lotte auf dem zweiten Tabellenplatz. In der Saison 2013/14 qualifizierte man sich als Meister der Regionalliga West schließlich für die Aufstiegsspiele zur 3. Liga. Dort setzte sich Fortuna Köln mit einem 1:0-Heimsieg und einer 1:2-Auswärtsniederlage aufgrund der Auswärtstorregel gegen die zweite Mannschaft des FC Bayern München durch. Das entscheidende Tor zum 1:2 fiel in der Nachspielzeit.

Das Wappen des SC Fortuna Köln bis 2019.

### Rückkehr in den Profifußball und erneuter Abstieg (seit 2014)
Ab der Saison 2014/15 spielte Fortuna Köln wieder im Profibereich – in der 3. Liga. Der Klassenerhalt stand am 36. Spieltag trotz einer deutlichen Niederlage bei Holstein Kiel fest. In einer ziemlich ausgeglichenen Liga war die Abstiegsgefahr 2015/16 für die Fortuna etwas früher gebannt; am Ende belegte sie diesmal Platz 11. Im folgenden Jahr gelang der Klassenerhalt wieder am zweitletzten Spieltag. Sowohl 2016 als auch 2017 verpasste die Mannschaft jeweils durch Niederlagen im Finale des Mittelrhein-Pokals knapp den Einzug in den DFB-Pokal.
Die Saison 2017/18 gestaltete die Fortuna als ihre bisher erfolgreichste in der 3. Liga. Über die gesamte Hinrunde hinweg war sie nie schlechter als Rang 4 platziert. Nach einer Serie von acht sieglosen Spielen zum Saisonende wurde der Aufstieg jedoch deutlich verpasst. Nach dem 13. Spieltag der Folgesaison verließ Cheftrainer Uwe Koschinat nach sieben Jahren den Verein und wechselte zum SV Sandhausen. Sein Nachfolger Tomasz Kaczmarek führte sich mit zwei hohen Niederlagen (0:7 und 0:6) ein. Mit der Niederlage gegen 1860 München am vorletzten Spieltag war der Abstieg in die Regionalliga besiegelt. Für Oliver Zapel, der als Cheftrainer für die letzten vier Spieltage übernommen hatte, wurde zur Saison 2019/20 Thomas Stratos verpflichtet. Für die folgende Saison 2020/21 wurde Alexander Ende engagiert, mit einem Vertrag bis Mitte 2022. Zur Saison 2022/23 übernahm Markus von Ahlen den Trainerposten, den er Ende Februar 2024 wieder aufgab.

## Erfolge
Der SC Fortuna Köln spielte 26 Jahre lang in der 2. Bundesliga. Höhepunkte der Vereinsgeschichte waren zum einen die Saison in der 1. Bundesliga (1973/74), als man nur wegen der schlechteren Tordifferenz wieder absteigen musste, und zum anderen das DFB-Pokalfinale 1983 am 11. Juni 1983 gegen den 1. FC Köln, das die Fortuna mit 0:1 verlor. Wichtigste Spieler des Pokalfinalisten waren die Stürmer Dieter Schatzschneider und Dieter Lemke, Torhüter Bernd Helmschrot, die Verteidiger Florian Hinterberger und Jürgen Baier sowie der „Mittelfeldmotor“ Hannes Linßen. Im Halbfinale hatte man Borussia Dortmund mit 5:0 besiegt, im Viertelfinale und im Achtelfinale bereits gegen die beiden Erstligisten Borussia Mönchengladbach (Wiederholungsspiel nach einem 2:2 n. V.) und Eintracht Braunschweig jeweils mit 2:1 gewonnen.
Am 29. Mai 2013 besiegte die Mannschaft des SC Fortuna Köln im Bonner Sportpark Nord im Finale um den Mittelrheinpokal Alemannia Aachen mit 2:1 und qualifizierte sich für den DFB-Pokal 2013/14. In der ersten Hauptrunde war der FSV Mainz 05 zu Gast im Südstadion, die Mainzer gewannen 2:1.
Am 1. Juni 2014 kehrte Fortuna Köln nach einem dramatischen Rückspiel bei Bayern München II in den Profifußball (3. Liga) zurück. Nachdem man das Hinspiel im Kölner Südstadion am 28. Mai mit 1:0 gewonnen hatte, lag man im Rückspiel an der Grünwalder Straße zur Pause mit 0:1 zurück und kassierte in der Schlussviertelstunde eine Gelb-Rote Karte. Kurz vor Ende der Spielzeit fiel das 2:0 für die Bayern. Die Fortuna erzielte jedoch in der allerletzten Minute der Nachspielzeit noch das 1:2 und stieg aufgrund der Auswärtstorregel auf.

### Titel
- Mittelrheinpokal-Sieger 2012/13
- Meister der Regionalliga West 2013/14

### Platzierungen
In der Ewigen Tabelle der Fußball-Bundesliga belegt der SC Fortuna Köln unter 57 Mannschaften Platz 53. In der Ewigen Tabelle der 2. Bundesliga sind die Südstädter Siebter. In 26 Spielzeiten erreichte die Mannschaft 1376 Punkte und liegt damit nur hinter Greuther Fürth, dem FC St. Pauli, Alemannia Aachen und Hannover 96. In der Ewigen Tabelle der 3. Liga steht die Fortuna auf Platz 37 und in der Ewigen Tabelle der Fußball-Regionalliga auf Rang 33 (alle Angaben: Stand 17. April 2025).
Stand in der jeweiligen Ewigen Tabelle (Stand 17. April 2025):
- Ewige Tabelle der Fußball-Bundesliga:
Platz 54 (von 58) – 1 Spielzeit
- Ewige Tabelle der 2. Fußball-Bundesliga:
Platz 7 (von 128) – 26 Spielzeiten
- Ewige Tabelle der 3. Fußball-Liga:
Platz 37 (von 68) – 5 Spielzeiten
- Ewige Tabelle der Fußball-Regionalliga:
Platz 33 (von 408) – 16 Spielzeiten

Die folgenden Saisondaten sind den Vereinschroniken beim Deutschen Sportclub für Fußball-Statistiken entnommen.
| Saison  | Spielklasse | Liga                      | Platzierung |
| ------- | ----------- | ------------------------- | ----------- |
| 1947/48 | 2           | Bezirksliga Rheinbezirk 2 | 08          |
| 1948/49 | 3           | Bezirksliga Rheinbezirk 1 | 07          |
| 1949/50 | 3           | Landesliga Rheinbezirk    | 03          |

| Saison  | Spielklasse | Liga                        | Platzierung |
| ------- | ----------- | --------------------------- | ----------- |
| 1950/51 | 2           | II. Division West 2         | 16          |
| 1951/52 | 2           | II. Division West 2         | 13          |
| 1952/53 | 3           | Landesliga Mittelrhein 1    | 02          |
| 1953/54 | 3           | Landesliga Mittelrhein 1    | 11          |
| 1954/55 | 3           | Landesliga Mittelrhein 1    | 05          |
| 1955/56 | 3           | Landesliga Mittelrhein 2    | 02          |
| 1956/57 | 3           | Verbandsliga Mittelrhein    | 14          |
| 1957/58 | 4           | Landesliga Mittelrhein 1    | 03          |
| 1958/59 | 4           | Landesliga Mittelrhein 1    | 14          |
| 1959/60 | 5           | Bezirksklasse Mittelrhein 3 | 03          |

| Saison  | Spielklasse | Liga                        | Platzierung |
| ------- | ----------- | --------------------------- | ----------- |
| 1960/61 | 5           | Bezirksklasse Mittelrhein 3 | 01          |
| 1961/62 | 4           | Landesliga Mittelrhein 1    | 07          |
| 1962/63 | 4           | Landesliga Mittelrhein 1    | 07          |
| 1963/64 | 4           | Landesliga Mittelrhein 1    | 07          |
| 1964/65 | 4           | Landesliga Mittelrhein 1    | 01          |
| 1965/66 | 3           | Verbandsliga Mittelrhein    | 08          |
| 1966/67 | 3           | Verbandsliga Mittelrhein    | 02          |
| 1967/68 | 2           | Regionalliga West           | 16          |
| 1968/69 | 2           | Regionalliga West           | 13          |
| 1969/70 | 2           | Regionalliga West           | 14          |

| Saison  | Spielklasse | Liga               | Platzierung |
| ------- | ----------- | ------------------ | ----------- |
| 1970/71 | 2           | Regionalliga West  | 04          |
| 1971/72 | 2           | Regionalliga West  | 03          |
| 1972/73 | 2           | Regionalliga West  | 02          |
| 1973/74 | 1           | Bundesliga         | 17          |
| 1974/75 | 2           | 2. Bundesliga Nord | 05          |
| 1975/76 | 2           | 2. Bundesliga Nord | 04          |
| 1976/77 | 2           | 2. Bundesliga Nord | 12          |
| 1977/78 | 2           | 2. Bundesliga Nord | 04          |
| 1978/79 | 2           | 2. Bundesliga Nord | 04          |
| 1979/80 | 2           | 2. Bundesliga Nord | 06          |

| Saison  | Spielklasse | Liga               | Platzierung |
| ------- | ----------- | ------------------ | ----------- |
| 1980/81 | 2           | 2. Bundesliga Nord | 09          |
| 1981/82 | 2           | 2. Bundesliga      | 10          |
| 1982/83 | 2           | 2. Bundesliga      | 06          |
| 1983/84 | 2           | 2. Bundesliga      | 09          |
| 1984/85 | 2           | 2. Bundesliga      | 11          |
| 1985/86 | 2           | 2. Bundesliga      | 03          |
| 1986/87 | 2           | 2. Bundesliga      | 14          |
| 1987/88 | 2           | 2. Bundesliga      | 12          |
| 1988/89 | 2           | 2. Bundesliga      | 04          |
| 1989/90 | 2           | 2. Bundesliga      | 14          |

| Saison    | Spielklasse | Liga               | Platzierung |
| --------- | ----------- | ------------------ | ----------- |
| 1990/91   | 2           | 2. Bundesliga      | 11          |
| 1991/92   | 2           | 2. Bundesliga Nord | 12          |
| 1992/93   | 2           | 2. Bundesliga      | 06          |
| 1993/94   | 2           | 2. Bundesliga      | 15          |
| 1994/95   | 2           | 2. Bundesliga      | 08          |
| 1995/96   | 2           | 2. Bundesliga      | 08          |
| 1996/97   | 2           | 2. Bundesliga      | 11          |
| 1997/98   | 2           | 2. Bundesliga      | 06          |
| 1998/99   | 2           | 2. Bundesliga      | 14          |
| 1999/2000 | 2           | 2. Bundesliga      | 16          |

| Saison  | Spielklasse | Liga                     | Platzierung |
| ------- | ----------- | ------------------------ | ----------- |
| 2000/01 | 3           | Regionalliga Nord        | 04          |
| 2001/02 | 3           | Regionalliga Nord        | 18          |
| 2002/03 | 4           | Oberliga Nordrhein       | 10          |
| 2003/04 | 4           | Oberliga Nordrhein       | 08          |
| 2004/05 | 4           | Oberliga Nordrhein       | 18          |
| 2005/06 | 5           | Verbandsliga Mittelrhein | 07          |
| 2006/07 | 5           | Verbandsliga Mittelrhein | 09          |
| 2007/08 | 5           | Verbandsliga Mittelrhein | 02          |
| 2008/09 | 5           | NRW-Liga                 | 09          |
| 2009/10 | 5           | NRW-Liga                 | 14          |

| Saison  | Spielklasse | Liga              | Platzierung |
| ------- | ----------- | ----------------- | ----------- |
| 2010/11 | 5           | NRW-Liga          | 03          |
| 2011/12 | 4           | Regionalliga West | 07          |
| 2012/13 | 4           | Regionalliga West | 02          |
| 2013/14 | 4           | Regionalliga West | 01          |
| 2014/15 | 3           | 3. Liga           | 14          |
| 2015/16 | 3           | 3. Liga           | 11          |
| 2016/17 | 3           | 3. Liga           | 16          |
| 2017/18 | 3           | 3. Liga           | 08          |
| 2018/19 | 3           | 3. Liga           | 19          |
| 2019/20 | 4           | Regionalliga West | 10          |

| Saison  | Spielklasse | Liga              | Platzierung |
| ------- | ----------- | ----------------- | ----------- |
| 2020/21 | 4           | Regionalliga West | 04          |
| 2021/22 | 4           | Regionalliga West | 05          |
| 2022/23 | 4           | Regionalliga West | 06          |
| 2023/24 | 4           | Regionalliga West | 04          |
| 2024/25 | 4           | Regionalliga West | 06          |

Legende:↓ abgestiegen ↑ aufgestiegen

## Persönlichkeiten
- Jean Löring, deutscher Unternehmer sowie langjähriger Mäzen und Präsident des SC Fortuna Köln (1966–2001)
- Klaus Ulonska, deutscher Leichtathlet sowie Präsident des SC Fortuna Köln (von 2006 bis zu seinem Tod 2015)

## Die erste Herrenmannschaft

### Kader der Saison 2024/25
(Stand: 22. April 2025)
| Nr.        | Nat.        | Spieler             | Geburtsdatum       | im Verein seit | letzter Verein                    |
| Torwart    | Torwart     | Torwart             | Torwart            | Torwart        | Torwart                           |
| ---------- | ----------- | ------------------- | ------------------ | -------------- | --------------------------------- |
| 01         | Deutschland | Felix Buer          | 1. März 2000       | 2021           | VfB Homberg                       |
| 30         | Deutschland | Lennart Winkler     | 5. Oktober 2003    | 2023           | SV Straelen                       |
| 33         | Deutschland | Lennart Stollenwerk | 7. Januar 2006     | 2023           | Borussia Mönchengladbach [Jugend] |
| Abwehr     |             |                     |                    |                |                                   |
| 02         | Deutschland | Dominik Ernst       | 8. August 1990     | 2023           | 1. FC Saarbrücken                 |
| 03         | Deutschland | Maximilian Fischer  | 22. April 2002     | 2024           | SV Lippstadt 08                   |
| 04         | Deutschland | Barne Pernot        | 11. Juni 1999      | 2024           | SC Verl                           |
| 05         | Deutschland | Seymour Fünger      | 18. Mai 2002       | 2024           | Fortuna Düsseldorf II             |
| 18         | Deutschland | Finn Bauens         | 25. September 2003 | 2019           | 1. FC Köln [Jugend]               |
| 21         | Deutschland | Max Wiese           | 15. Februar 2005   | 2024           | eigene Jugend                     |
| 22         | Deutschland | Robin Afamefuna     | 2. März 1997       | 2024           | Alemannia Aachen                  |
| 23         | Deutschland | Abdul-Wahid Bancé   | 12. März 2004      | 2023           | eigene Jugend                     |
| 24         | Deutschland | Achunike Ekene      | 9. September 2002  | 2023           | eigene Jugend                     |
| 26         | Deutschland | Younes Derbali      | 5. Februar 2003    | 2021           | TSV Meerbusch [Jugend]            |
| Mittelfeld |             |                     |                    |                |                                   |
| 06         | Deutschland | Joshua Eze          | 20. März 2003      | 2023           | Bayer 04 Leverkusen               |
| 08         | Kroatien    | Stipe Batarilo      | 17. November 1993  | 2021           | Alemannia Aachen                  |
| 10         | Deutschland | Arnold Budimbu      | 20. Februar 1995   | 2022           | 1. FC Phönix Lübeck               |
| 14         | Deutschland | Henri Matter        | 8. Mai 2001        | 2023           | SV Lippstadt 08                   |
| 17         | Deutschland | Joel Vieting        | 11. Mai 2003       | 2023           | Berliner AK 07                    |
| 20         | Polen       | Adrian Stanilewicz  | 22. Februar 2000   | 2022           | SV Darmstadt 98                   |
| 27         | Deutschland | Gianluis Di Fine    | 7. Mai 2004        | 2021           | FC Schalke 04 [Jugend]            |
| 28         | Deutschland | Nik Orth            | 18. Februar 2005   | 2024           | Dynamo Dresden [Jugend]           |
| 31         | Deutschland | Julius Biada        | 3. November 1992   | 2024           | 1. FC Saarbrücken                 |
| Sturm      |             |                     |                    |                |                                   |
| 07         | Deutschland | Kingsley Sarpei     | 20. November 2002  | 2022           | Wuppertaler SV                    |
| 09         | Deutschland | Hendrik Mittelstädt | 1. Dezember 1999   | 2024           | SC Verl                           |
| 11         | Deutschland | Marvin Mika         | 20. März 2001      | 2023           | SV Lippstadt 08                   |
| 19         | Marokko     | Salim Hadouchi      | 9. Oktober 2006    | 2024           | eigene Jugend                     |
| 29         | Deutschland | Danny Breitfelder   | 19. Februar 1997   | 2023           | TSV Steinbach Haiger              |

### Kaderveränderungen der Saison 2025/26
(Stand: 5. Juli 2025)
| Zugänge             | Zugänge               |
| Spieler             | Abgebender Verein     |
| Sommer 2025         | Sommer 2025           |
| ------------------- | --------------------- |
| Hamadi Al Ghaddioui | KFC Uerdingen 05      |
| Timo Bornemann      | Wuppertaler SV        |
| Kevin Brechmann     | Fortuna Düsseldorf II |
| Rafael García       | 1. FC Düren           |
| Tom Geerkens        | VfB Lübeck            |
| Luca Majetic        | Fortuna Düsseldorf II |
| Suheyel Najar       | Viktoria Köln         |
| Nico Thier          | Sportfreunde Lotte    |

| Abgänge             | Abgänge                      |
| Spieler             | Aufnehmender Verein          |
| Sommer 2025         | Sommer 2025                  |
| ------------------- | ---------------------------- |
| Stipe Batarilo      | 1. FC Bocholt                |
| Finn Bauens         | Vertragsende; Ziel unbekannt |
| Danny Breitfelder   | Vertragsende; Ziel unbekannt |
| Felix Buer          | Vertragsende; Ziel unbekannt |
| Younes Derbali      | Vertragsende; Ziel unbekannt |
| Gianluis Di Fine    | SC Fliesteden 1931           |
| Dominik Ernst       | Karriereende                 |
| Joshua Eze          | SC Verl                      |
| Henri Matter        | VfL Bochum II                |
| Hendrik Mittelstädt | Karriereende                 |
| Nik Orth            | Vertragsende; Ziel unbekannt |
| Kingsley Sarpei     | Vertragsende; Ziel unbekannt |
| Joel Vieting        | Vertragsende; Ziel unbekannt |

### Trainer- und Funktionsteam
(Stand: 23. Juni 2024)
| Name                 | Funktion        | im Verein seit |
| Trainerstab          | Trainerstab     | Trainerstab    |
| -------------------- | --------------- | -------------- |
| Matthias Mink        | Cheftrainer     | 2022           |
| Hamdi Dahmani        | Co-Trainer      | 2022           |
| Timo Westendorf      | Co-Trainer      | 2021           |
| Sven Bacher          | Torwarttrainer  | 2024           |
| Andreas Moog         | Athletiktrainer | 2023           |
| Management           |                 |                |
| Matthias Mink        | Sportdirektor   | 2022           |
| Stefan Puczynski     | Sportvorstand   | 2012           |
| Corporate Design     |                 |                |
| Fred (Kleiner Panda) | Maskottchen     | 2015           |

### Bekannte ehemalige Spieler und Trainer
| - Charles Akonnor, Spieler - Ralf Außem, Spieler und Trainer - Ercan Aydoğmuş, Spieler - Anthony Baffoe, Spieler - Jürgen Baier, Spieler - Julio Baylón, Spieler - Mikkel Beck, Spieler - Julius Biada, Spieler - Tomasz Bobel, Spieler - Peter Boers, Spieler - Andreas Brandts, Spieler - Thomas Brdarić, Spieler - Noel Campbell, Spieler - Hajrudin Catic, Spieler - Horst-Franz Degen, Spieler - Alexander Ende, Spieler und Trainer - Wolfgang Fahrian, Torwart und Spielerberater - Uwe Fuchs, Spieler und Trainer - Hans-Jürgen Gede, Spieler - Stephan Glaser, Spieler - Ivica Grlić, Spieler - Ernst-Günter Habig, Spieler - Uwe Helmes, Spieler - Bernd Helmschrot, Spieler - Antoine Hey, Spieler - Dirk Hupe, Spieler | - Günter Hutwelker, Spieler - Jacek Jarecki, Spieler - Thiemo-Jérôme Kialka, Spieler - Uwe Koschinat, Trainer - Hans Krankl, Trainer - Thomas Kraus, Spieler - Rainer Krieg, Spieler - Adam Ledwoń, Spieler - Hannes Linßen, Spieler und Trainer - Dirk Lottner, Spieler - Martin Luppen, Trainer - Reinhard Majgl, Spieler - Daniel Majstorović, Spieler - Adam Matysek, Spieler - Matthias Mink, Spieler und Trainer - Karl-Heinz Mödrath, Spieler - Andreas Moog, Spieler - Hans-Günter Neues, Spieler - Jürgen Niggemann, Spieler - Lukas Nottbeck, Spieler - Mehdi Pashazadeh, Spieler - Wiktor Passulko, Spieler - Dieter Paucken, Spieler - Roy Präger, Spieler - Johannes Rahn, Spieler | - Gerd Roggensack, Trainer - Wolfgang Rolff, Spieler - Hans Sarpei, Spieler - Dieter Schatzschneider, Spieler - Matthias Scherz, Spieler - Edgar Schmitt, Spieler - Hansjörg Schneider, Spieler - Heiko Scholz, Spieler - Rainer Schütterle, Spieler - Günther Schuhmacher, Spieler - Markus Schuler, Spieler - Toni Schumacher, Trainer - Bernd Schuster, Trainer - Peter Seufert, Spieler - Matthias Stammann, Spieler - Albert Streit, Spieler - Karl-Heinz Struth, Spieler - Peter Vollmann, Trainer - Achim Weber, Spieler - Tim Wiese, Spieler - Tony Woodcock, Spieler - Macchambes Younga-Mouhani, Spieler - Gerd Zimmermann, Spieler |

### deinfussballclub.de (2008–2012)
Seit dem 3. April 2008 räumte der Verein nach dem Vorbild von Ebbsfleet United bei seiner ersten Fußballherrenmannschaft externen Personen ein eingeschränktes Mitspracherecht ein. Die neu gegründete deinfussballclub.de DFC GmbH versuchte anfangs unter der Schirmherrschaft von Filmregisseur Sönke Wortmann innerhalb eines Jahres 30.000 Mitglieder zu akquirieren. Für einen Jahresbeitrag von 39,95 Euro hatten diese Mitglieder ein Mitspracherecht bei Transfers, Abschlüssen von Freundschaftsspielen, Trikotfarben, dem Merchandising und anderen vereinsinternen Belangen. Auch bei der Mannschaftsaufstellung sollte die Meinung der Mitglieder gehört werden, allerdings behielt der Trainer das letzte Wort.
Am 6. Dezember 2008 beschloss die Mitgliederversammlung des SC Fortuna Köln, bei wenigen Enthaltungen, schon vor Erreichen der 30.000 Mitglieder von deinfussballclub.de zum Jahresbeginn 2009 die erste Fußball-Herrenmannschaft aus dem Hauptverein auszugliedern und in die Fortuna Köln Spielbetriebsgesellschaft mbH mit der DFC GmbH einzubringen. Die Ausgliederung wurde zum 1. Februar 2009 vollzogen. Bis Ende Oktober 2009 hatten sich etwas mehr als 10.500 Personen bei deinfussballclub.de registriert, im Mai 2011 waren nach Angaben der Betreiber noch rund 7.300 zahlende Mitglieder dabei. Demzufolge flossen über die Spielbetriebsgesellschaft nach Abzug der Verwaltungskosten und der Mehrwertsteuer aus DFC-Mitteln mehr als 180.000 Euro pro Jahr in die erste Mannschaft des SC Fortuna Köln.
Das Projekt deinfussballclub.de wurde im Januar 2012 eingestellt. Die Anteile übernahm ein Investor, die DFC-Mitgliedschaften wurden bei unverändertem Beitragssatz in eine so genannte „Premium-Mitgliedschaft“ überführt. Über die Zahl der Mitglieder gibt der Betreiber keine Auskunft mehr.

## Die zweite Herrenmannschaft
Fortuna Köln II, das U23-Team, spielte in der Saison 2019/20 unter Trainer Marco Zillken erstmals in der fünftklassigen Mittelrheinliga, nur eine Spielklasse tiefer als die erste Mannschaft. Für die Spieler ist ein Aufrücken in den Kader der ersten Mannschaft nun eher möglich. Zur Saison 2019/20 gelang dies Kai Försterling Bèltran, Michael Gorbunow und Serhat Semih Güler. In der Vorsaison waren sie mit ihrer Mannschaft als Tabellenzweiter der Landesliga Staffel 1, im dritten Jahr der Ligazugehörigkeit, in die Mittelrheinliga aufgestiegen.

### Trainer- und Funktionsteam
(Stand: 6. Juli 2025)
| Name                    | Funktion                     | im Verein seit |
| Trainerstab             | Trainerstab                  | Trainerstab    |
| ----------------------- | ---------------------------- | -------------- |
| Iraklis Metaxas         | Cheftrainer                  | 2025           |
| Amir-Ali Mostowfi       | Co-Trainer                   | 2025           |
| Sportliche Organisation |                              |                |
| Timo Westendorf         | Leiter des Leistungszentrums | 2020           |
| Stefan Kleefisch        | Teammanager                  | 2007           |
| Raphael Heep            | Betreuer                     | 2020           |
| Dennis Kock             | Betreuer                     | 2019           |

## Frauenfußball
In der Saison 2022/23 nimmt die erste Frauenmannschaft am Spielbetrieb der drittklassigen Regionalliga West teil.

### Geschichte
Seit ihrer Gründung im Jahr 2003 verzeichnet die Frauenfußballabteilung einen steilen Aufstieg. Gleich in der ersten Saison wurde das im Schnitt 17 Jahre alte Team mit einem Torverhältnis von 192:7 Kreismeister. Auf Anhieb schaffte es dann den Durchmarsch in die Verbandsliga. Dort lieferte es sich einen Zweikampf mit dem Regionalligaabsteiger Rot-Weiß Merl, mit einem Punkt Rückstand reichte es nur zur Vizemeisterschaft. Ein Jahr später wurde der Aufstieg in die Regionalliga West mit 16 Punkten Vorsprung unter Dach und Fach gebracht. Dort konnte sich das Team aber nicht lange halten, 2009/10 stieg es wieder in die Verbandsliga ab. In der Saison 2010/11 drohte gar der Abstieg aus der Verbandsliga. 2011/12 gelang dann der Wiederaufstieg in die Regionalliga West, dem 2013 der erneute Abstieg in die Mittelrheinliga folgte. In der Saison 2013/14 schaffte das beinahe unveränderte Team ungeschlagen den direkten Wiederaufstieg. Die Saison 2014/15 beendeten die Regionalligafrauen als beste Aufsteigerinnen auf dem 5. Tabellenplatz. In den folgenden Spielzeiten konnte sich das Team in der Liga halten und gehörte in der Saison 2016/17 zur Spitzengruppe der Liga. 2019 mussten die Kölnerinnen absteigen.

### Erfolge
2008 gewannen die Juniorinnen und Frauen des SC Fortuna die Endspiele des FVM-Pokals der C-Juniorinnen, der B-Juniorinnen und der Frauen. 2011/12 kamen die Frauen als Verbandsligistinnen nach einem Halbfinalsieg über den klassenhöheren VfL Kommern ins Endspiel um den Mittelrheinpokal. Dort unterlagen sie den Mitkonkurrentinnen um den Aufstieg Sportfreunde Uevekoven knapp mit 1:2. In der Saison 2012/13 konnten sie dann gegen ebendiesen Verein den Pokal gewinnen. Nachdem sie 2013/14 noch im Halbfinale gegen Alemannia Aachen ausgeschieden waren, gewann die Fortuna 2014/15 zum vierten Mal den Pokal. In der Saison 2016/17 kam es zum Endspiel gegen die Lokalrivalinnen von Vorwärts Spoho Köln. Das erste Spiel wurde in der Verlängerung beim Stand von 1:1 wegen eines Gewitters abgebrochen. Das Wiederholungsspiel ging an Vorwärts Spoho Köln, womit die Fortuna eine erneute Teilnahme am DFB-Pokal unglücklich verpasste.
Zum fünften Mal wurde der Mittelrheinpokal in der Saison 2018/19 gewonnen. Obwohl die Fortuna-Spielerinnen als Drittletzte der Regionalliga West nach dieser Saison in die Mittelrheinliga absteigen mussten, rückten sie bis in das Endspiel des Mittelrheinpokals vor und besiegten dort den SV Grün-Weiss Brauweiler mit 2:0. Als Sieger dieses Landespokalwettbewerbs waren die Fortuna-Spielerinnen für die erste Runde zum DFB-Pokal der Frauen qualifiziert. Am 4. August 2019 spielten sie im Stadion Merianstraße in Köln-Chorweiler gegen den gerade aus der 2. Bundesliga abgestiegenen FSV Hessen Wetzlar. Trotz eines späten Tores von Catia Alves Peireira ging das Spiel mit 1:4 verloren.
In der Saison 2019/20 gelang mit dem sechsten Pokalerfolg zum zweiten Mal eine erfolgreiche Titelverteidigung. Gegner im Endspiel war der Regionalligist Alemannia Aachen, der 2:1 besiegt wurde. In der ersten Runde des DFB-Pokals gewannen die Frauen des SC Fortuna gegen den Regionalligisten FSV Babelsberg 74 mit 3:0 nach Verlängerung. Die Tore erzielten Marina Buschinski und Wiebke Tepe. In der zweiten Runde des DFB-Pokals unterlagen die Fortuna-Frauen dem Bundesligisten SV Werder Bremen mit 0:2.
Die B-Juniorinnen gehörten bis zur Saison 2010/11 der Regionalliga West an, deren Gründungsmitglied sie im Jahr 2008 waren. Davor gewannen sie mehrere Verbandsmeisterschaften und Pokalendspiele und waren bis dahin – zusammen mit dem Team der C-Juniorinnen – die erfolgreichste Abteilung des weiblichen Nachwuchses im Verband Mittelrhein. Erst als Bayer 04 Leverkusen und der 1. FC Köln im Vorfeld der Fußball-Weltmeisterschaft der Frauen 2011 in Deutschland ihr Engagement im Frauenfußball verstärkten, wurden die Erfolge seltener. Zahlreiche Talente wechselten zu den großen Vereinen in der Nachbarschaft. Gehalten werden konnten Spielerinnen wie Jule Brockerhoff, Michelle Fischer und Fiona McCormick, die zu den Leistungsträgerinnen des damaligen Regionalligateams gehörten. Sie stammten aus der Jugendabteilung der Fortuna und haben, beginnend bei den D-Juniorinnen, in allen weiblichen Nachwuchsteams der Fortuna gespielt.

### Titel
- Mittelrheinpokalsieger & Qualifikation für den DFB-Pokal
  - 2007: 2:1 gegen den FC Sankt Augustin
  - 2008: 1:0 gegen den VfL Kommern
  - 2013: 2:1 n. V. gegen die Sportfreunde Uevekoven
  - 2015: 1:0 gegen den Pulheimer SC
  - 2019: 2:0 gegen den SV Grün-Weiß Brauweiler
  - 2020: 2:1 gegen Alemannia Aachen
  - 2022: 3:2 gegen Vorwärts Spoho Köln
  - 2023: 2:0 gegen SC West Köln
  - 2024: 2:1 gegen Alemannia Aachen
- Kreispokalsieger: mehrmals bis 2011[31][32] sowie 2013[33][34], 2019[35] und 2021[36]

### Bekannte Spielerinnen
- Josipa Bokanović (kroatische Nationalspielerin), heute Bayer 04 Leverkusen II
- Sara Doorsoun (Bundesligaspielerin und deutsche Nationalspielerin), heute Eintracht Frankfurt
- Laura Eßer (ehemalige Bundesligaspielerin und deutsche Juniorennationalspielerin), zuletzt Fortuna Köln
- Arzu Karabulut (türkische Nationalspielerin), seit August 2022 ALG Spor Kulübü
- Mandana Knopf (ehemalige Bundesligaspielerin), zuletzt 1. FC Köln
- Isabelle Linden (ehemalige Bundesligaspielerin und deutsche Nationalspielerin), zuletzt Ferencváros Budapest

## Nachwuchsfußball
Die Nachwuchsabteilung des Vereins galt in Deutschland lange als die größte ihrer Art, der zeitweise 27 Mannschaften angehörten. In der Saison 2006/07 spielten gleich drei ihrer B-Juniorinnen auch in der Nationalmannschaft: Sara Doorsoun und Isabelle Linden (beide Deutschland U-17) sowie Arzu Karabulut (Türkei U-17).
In der Saison 2017/18 nahm die U19-Mannschaft des männlichen Nachwuchses am Spielbetrieb der erstklassigen A-Junioren-Bundesliga in der Staffel West teil. Der männliche Nachwuchs war jahrelang jeweils in der für ihn höchstmöglichen Spielklasse vertreten. Als im Jugendfußball die Regionalligen (jetzt Junioren-Bundesliga) eingeführt wurden, spielten die Mannschaften immerhin noch in der zweithöchsten Klasse. Zum vorübergehenden Bruch kam es erst in der Saison 2004/05, als die U19 aus der Verbandsliga (jetzt Mittelrheinliga) abstieg.
Beim weiblichen Nachwuchs spielt die U17-Mannschaft in der Saison 2017/18 in der B-Juniorinnen-Mittelrheinliga. Die U15-Mannschaft spielt in der C-Juniorinnen Bezirksliga Staffel 4.

## Sponsoren und Ausrüster

### Hauptsponsoren (Trikot)
| Dauer         | Sponsor                       |
| ------------- | ----------------------------- |
| 1976–1979     | Phantasialand (Freizeitpark)  |
| 1980–1982     | BAV                           |
| 11. Juni 1983 | Vademecum (Mundwasser)        |
| 1985–1986     | HIT (Handel)                  |
| 1986–1992     | Natreen (Süßstoff)            |
| 1992–1996     | Porta (Möbel)                 |
| 1996–1998     | Besaplast (Kunststoffe)       |
| 1998–2001     | Toyota (Automobile)           |
| 2002–2003     | Scott (Verbraucherelektronik) |
| 2003–2005     | Final Kick (Sportkleidung)    |
| 2005–2008     | Vredestein (Reifen)           |
| 2008–0000     | HIT (Handel)                  |

### Ausrüster für die Spiel- und Trainingskleidung
| Dauer     | Unternehmen   |
| --------- | ------------- |
| 1974–1991 | Adidas        |
| 1991–1995 | Patrick       |
| 1995–1996 | Adidas        |
| 1996–1999 | Diadora       |
| 1999–2000 | Jako          |
| 2000–2007 | Dragon Sport  |
| 2007–2018 | Jako          |
| 2018–2019 | Erreà         |
| 2019–2024 | Capelli Sport |
| 2024–     | Robey         |

## Stadion

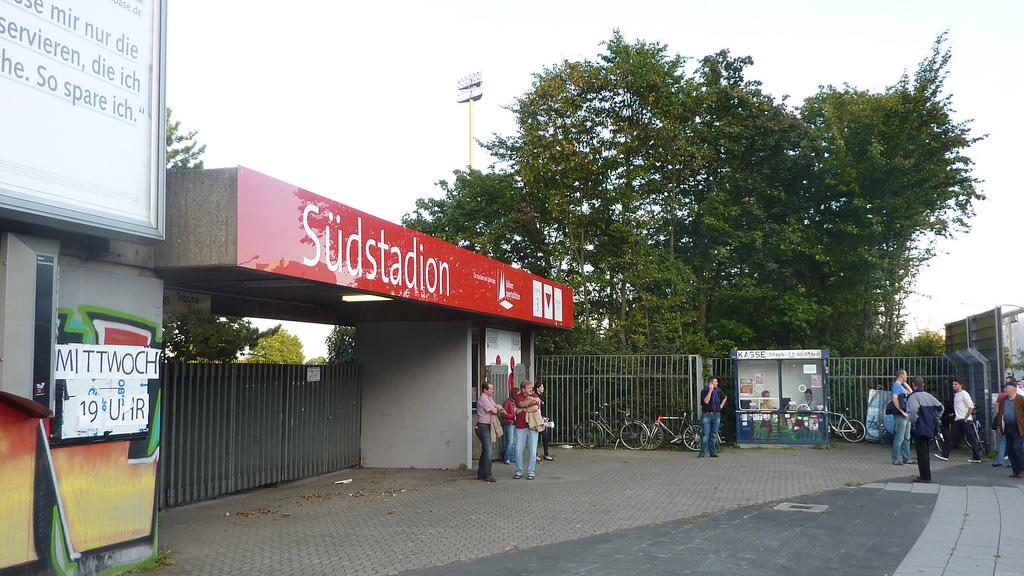
Haupteingang zum Südstadion

Der SC Fortuna Köln trägt seine Heimspiele im Kölner Südstadion im Stadtteil Zollstock aus.
Von 1967 bis 1978 fanden die Heimspiele des Vereins im Müngersdorfer Stadion statt. Die Heimspiele der gemeinsamen Bundesliga-Saison 1973/74 mussten der 1. FC Köln und der SC Fortuna Köln in der benachbarten Müngersdorfer Radrennbahn austragen.

## Handball
Als Geburtsstunde der Handballabteilung gilt das Jahr 1933, in dem sich die Handballspieler der aufgelösten Arbeitersportvereine dem SV Victoria Köln anschlossen, der 1948 im neu gegründeten SC Fortuna Köln aufging.

### Männer
In der Saison 2020/21 nimmt die Männer-Handballmannschaft unter Trainer Stephan Schulze am Spielbetrieb der fünftklassigen Oberliga Mittelrhein teil. Die Vorsaison wurde mit einem 8. Tabellenplatz abgeschlossen.

### Frauen
Die Frauen-Handballmannschaft nimmt in der Saison 2020/21 unter Trainer Dario Mussachio am Spielbetrieb der viertklassigen Regionalliga Nordrhein teil.